# 9205 Eddywally
9205 Eddywally è un asteroide della fascia principale. Scoperto nel 1994, presenta un'orbita caratterizzata da un semiasse maggiore pari a 3,1642926 au e da un'eccentricità di 0,1231428, inclinata di 0,59590° rispetto all'eclittica.
L'asteroide è dedicato al cantante belga Eddy Wally, al secolo Eduard Van de Walle.